# Baby (serie de televisión)
Baby es una serie de televisión italiana dramática que se estrenó el 30 de noviembre de 2018 en Netflix. La segunda temporada se estrenó el 18 de octubre de 2019. El 13 de noviembre de 2019 la serie fue renovado para una tercera y última temporada que fue estrenada el 16 de septiembre de 2020.
La serie está inspirada en el escándalo sexual de Parioli, conocido en Italia como "baby squillo", en el que se descubrió que 2 adolescentes de familias acomodadas de roma estaban implicadas en un caso de prostitución infantil del barrio de Parioli, un barrio bien estante de Roma. Se descubrió que altos cargos del gobierno e importantes empresarios habían estado prestando los servicios de las menores. Este sacudió a la sociedad italiana y generó un gran debate sobre la presión social y el uso de las redes sociales entre los jóvenes. 

## Sinopsis
Chiara Altieri y Ludovica Storti, dos amigas y estudiantes adineradas de Roma, terminan, consciente- e inconscientemente, en el mundo de la prostitución infantil. Juntas afrontan este problema, aunque esto las lleve a tener una doble vida, de la cual nadie sospecha. La frase icónica es : «Nessun segreto dura per sempre» traducida como: «Ningún secreto dura por siempre».

## Elenco y personajes
- Benedetta Porcaroli como Chiara Altieri
- Alice Pagani como Ludovica Storti
- Riccardo Mandolini como Damiano Younes
- Lorenzo Zurzolo como Niccolo Rossi Govender
- Brando Pacitto como Fabio Fedeli
- Chabeli Sastre Gonzalez como Camilla Rossi Govender
- Giuseppe Maggio como Claudio Fiorenzi "Fiore"
- Galatea Ranzi como Elsa Altieri
- Tommaso Ragno como el Director Fedeli
- Massimo Poggio como Arturo Altieri
- Mehdì Nebbou como Khalid Younes (principal: temporadas 1-2, secundario: temporada 3)
- Mirko Trovato como Brando De Sanctis
- Federica Lucaferri como Virginia (principal: temporadas 1-2, secundaria: temporada 3)
- Beatrice Bartoni como Vanessa (temporada 1)
- Isabella Ferrari como Simonetta Loreti
- Claudia Pandolfi como Monica Petrelli Younes
- Paolo Calabresi como Saverio (temporada 1)
- Thomas Trabacchi como Tommaso Regoli (principal: temporada 2, invitado: temporada 3)
- Denise Capezza como Natalia (principal: temporada 2, invitada: temporada 3)
- Massimiliano Tortora como Roberto De Sanctis (temporadas 2-3)
- Alessia Scriboni como Sofia Mancini (temporadas 2-3)
- Ludovico Succio como Alessandro (temporadas 2-3)
- Anna Lou Castoldi como Aurora (temporada 3)
- Antonio Orlando como el detective Pietro Comini (temporada 3)

## Episodios
| Temporada | Temporada | Episodios | Episodios | Lanzamiento original    | Lanzamiento original    |
| --------- | --------- | --------- | --------- | ----------------------- | ----------------------- |
|           | 1         | 6         | 6         | 30 de noviembre de 2018 | 30 de noviembre de 2018 |
|           | 2         | 6         | 6         | 18 de octubre de 2019   | 18 de octubre de 2019   |

### Primera temporada (2018)
| N.º en serie | N.º en temp. | Título            | Dirigido por   | Escrito por                             | Fecha de lanzamiento original |
| ------------ | ------------ | ----------------- | -------------- | --------------------------------------- | ----------------------------- |
| 1            | 1            | «Superpoteri»     | Andrea De Sica | Isabella Aguilar                        | 30 de noviembre de 2018       |
| 2            | 2            | «Burattino»       | Andrea De Sica | Giacomo Durzi                           | 30 de noviembre de 2018       |
| 3            | 3            | «Friendzone»      | Andrea De Sica | GRAMS                                   | 30 de noviembre de 2018       |
| 4            | 4            | «Emma»            | Anna Negri     | GRAMS                                   | 30 de noviembre de 2018       |
| 5            | 5            | «L'ultimo scatto» | Anna Negri     | GRAMS                                   | 30 de noviembre de 2018       |
| 6            | 6            | «#Love»           | Andrea De Sica | Isabella Aguilar, Giacomo Durzi & GRAMS | 30 de noviembre de 2018       |

### Segunda temporada (2019)
| N.º en serie | N.º en temp. | Título             | Dirigido por      | Escrito por | Fecha de lanzamiento original |
| ------------ | ------------ | ------------------ | ----------------- | ----------- | ----------------------------- |
| 7            | 1            | «#justagame»       | Andrea De Sica    | GRAMS       | 18 de octubre de 2019         |
| 8            | 2            | «Rilancio»         | Andrea De Sica    | GRAMS       | 18 de octubre de 2019         |
| 9            | 3            | «Fantasmi»         | Letizia Lamartire | GRAMS       | 18 de octubre de 2019         |
| 10           | 4            | «Obbligo o verità» | Letizia Lamartire | GRAMS       | 18 de octubre de 2019         |
| 11           | 5            | «Vicolo cieco»     | Andrea De Sica    | GRAMS       | 18 de octubre de 2019         |
| 12           | 6            | «Baby»             | Andrea De Sica    | GRAMS       | 18 de octubre de 2019         |

## Producción
El 15 de noviembre de 2017, se anunció que Netflix desarrollaría su segunda serie italiana titulado Baby sobre prostitución adolescente en Roma. La serie de ocho episodios estará escrita por un colectivo de jóvenes guionistas italianos llamados «Grams» y se basa libremente en un escándalo que causó un gran revuelo en Italia en 2014 cuando se supo que dos estudiantes italianas de una escuela secundaria del distrito residencial de Parioli se dedicaban a la prostitución a tiempo parcial.
El 12 de enero de 2018, se anunció que Netflix fue acusado de glamorizar el tráfico sexual después de encargar un drama italiano basado en el escándalo de prostitución adolescente de Baby Squillo. El Centro Nacional de Explotación Sexual (NCOSE, por sus siglas en inglés) con sede en Estados Unidos solicitó que la serie de suspendiera antes de su lanzamiento. La carta se envió a Netflix el 11 de enero, que fue el Día Nacional de Concientización sobre la Trata de Personas y fue firmada por más de 50 activistas, proveedores de servicios sociales y sobrevivientes de trata sexual.
El rodaje duró entre abril y julio de 2018.
Un teaser se publicó el 28 de septiembre de 2018. El tráiler oficial se publicó el 9 de noviembre de 2018.
El 21 de diciembre de 2018, se anunció que fue renovada para una segunda temporada.
El 13 de noviembre de 2019, se anunció que la serie fue renovada para una tercera y última temporada.